# Nick Lucas
Nick Lucas (* 22. August 1897 in Newark (New Jersey) als Dominic Nicholas Anthony Lucanese; † 28. Juli 1982 in Colorado Springs) war ein amerikanischer Jazz- und Unterhaltungsmusiker (Gesang, Banjo, Gitarre). Er war der erste Musiker, der im Bereich des Jazz Aufnahmen als Solist auf der Gitarre machte. Seine Popularität zu Lebzeiten verdankte er seinen Aktivitäten als Crooner.

## Leben und Wirken
Lucas, der Sohn eines Gärtners, erhielt früh Unterricht im Solfeggio und auf der Gitarre, Mandoline und Banjo. Zunächst musizierte er mit seinem älteren Bruder Frank, bevor dieser sich einer Vaudeville-Gruppe anschloss. Er selbst trat dann in Musikgruppen in lokalen Cafés auf und konzentrierte sich ab 1915 auf das lautere Banjo und gründete mit den Kentucky Five eine eigene Band. Er zog dann nach New York, wo er sich Vincent Lopez anschloss und dann im Vernon Country Club Orchestra spielte, mit dem er 1921 erste Aufnahmen machte. 1922 nahm er mit seinem Bruder Frank für Pathé Actuelle als Lucas Novelty Quartet und Lucas Ukulele Trio auf. Im selben Jahr spielte er dieses Label die Solostücke Picking the Guitar und Teasing the Frets auf.
Zwischen 1923 und 1931 nahm Lucas für Brunswick auf, ab 1930 mit eigenem Ensemble The Crooning Troubadours. 1925 baute ihm Gibson Guitar Corporation ein eigenes Modell, das sie nach ihm benannten und erfolgreich vermarkteten.
1929 trat er in dem Musicalfilm Gold Diggers of Broadway auf, zu dem er die beiden Hits Painting the Clouds with Sunshine und Tiptoe Through the Tulips beisteuerte. Im selben Jahr spielte er auch im Revuefilm The Show of Shows. 1932 machte er noch zwei Aufnahmen für Durium.
Danach trat Lucas vor allem im Radio und in Nachtclubs auf. Weitere Aufnahmen entstanden für unabhängige Labels. Auch tourte er in Australien. 1974 wurden seine Aufnahmen „I’m Gonna Charleston Back to Charleston“, „When You and I Were Seventeen“, and „Five Foot Two, Eyes of Blue“ von Nelson Riddle für den Soundtrack von Der große Gatsby ausgewählt.

## Diskographische Hinweise
- Painting the Clouds with Sunshine (Decca, 1957)
- Tip-Toe Thru’ The Tulips (ASV Living Era, 2000)